# Giv'at Zarzir
Giv'at Zarzir (hebrejsky: גבעת זרזיר) je vrch o nadmořské výšce cca 190 metrů v severním Izraeli, v Dolní Galileji.
Leží cca 8 kilometrů severozápadně od centra města Nazaret. Má podobu nevýrazné odlesněné výšiny, jejíž vrcholové partie i svahy pokrývá zástavba města Zarzir, respektive jeho místní částí al-Chrifat. Na východní i severní straně pokračuje v okolí pahorku rozptýlená zástavba Zarziru. Na jižní straně terén klesá do volné krajiny, směrem k Jizre'elskému údolí, kam směřuje vádí Nachal Šimron. Na západ od vrchu se zvedá severojižně orientovaný, zalesněný hřbet Giv'at Chacir.